# Кеннеди, Артур (губернатор)
Сэр Артур Эдвард Кеннеди (англ. Sir Arthur Edward Kennedy; кит. 堅尼地; 5 апреля 1809, Калтра, графство Даун, Ирландия — 3 июня 1883, Красное море) — британский государственный деятель, губернатор Гонконга и колониальный администратор.

## Биография
Получил домашнее образование у частного репетитора, в 1823—1824 годах обучался в Тринити-колледж в Дублине.
С 1827 по 1837 год служил в армии Великобритании, офицером принимал участие в сражениях на Корфу и в Британской Северной Америке.
С 1851 года — на британской колониальной службе. В мае 1852 года был назначен губернатором Гамбии, вскоре после этого занял пост губернатора Сьерра-Леоне.
В 1854 году стал губернатором Западной Австралии. Однако многие местные жители протестовали против этого назначения, так как считали его своевольным деспотом. В знак протеста против него в августе 1856 года в Перте был проведен массовый митинг. В 1862 году Кеннеди вынужден был уйти в отставку. Вернувшись в Лондон в том же году, был награждён Орденом Бани.
В 1863 году занял пост третьего и последнего губернатора колонии на острове Ванкувер. Руководил делами колонии с марта 1864 года по октябрь 1866 года . Колониальная Ассамблея вначале встретила Кеннеди с подозрительностью, поскольку опасалась, что в связи с бурным ростом колонии на материке Ванкувер утратит свой статус. Она отклонила требование Министерства по делам колоний установить для Кеннеди цивильный лист в обмен на контроль над коронными землями колонии и даже на некоторое время задержала выплату ему зарплаты и оплату проживания.
Кеннеди удалось достичь некоторого прогресса в сломе барьеров, установленных в годы господства Компании Гудзонова залива. С 1865 года была введена система всеобщего образования, было введено аудирование бюджета колонии, улучшился сбор налогов. Тем не менее ему так и не удалось заставить Ассамблею проголосовать за цивильный лист, или ввести в действие меры по защите аборигенов. Однако, несмотря на свои симпатии к индейцам, в 1864 году Кеннеди санкционировал морской обстрел селения Ахаусатс в ответ на убийство его жителями экипажа торгового судна.
Кеннеди объединил колонию Британская Колумбия и Ванкувер в Объединенные колонии острова Ванкувер и Британской Колумбии.
С 1872 по 1877 год был седьмым губернатором Гонконга, являлся председателем Исполнительного совета Гонконга и главнокомандующим частями британской армии в Гонконге.
Будучи губернатором Гонконга ввёл гонконгский доллар, который является валютой Гонконга и по сей день.
С 1877 по 1883 год Кеннеди был губернатором Квинсленда, региона в Австралии. В 1881 году был награжден Большим крестом ордена Святых Михаила и Георгия.
Умер 3 июня 1883 года на обратном пути из Сиднея в Лондон на борту корабля «Orient» в Красном море и был похоронен в море.

## Память

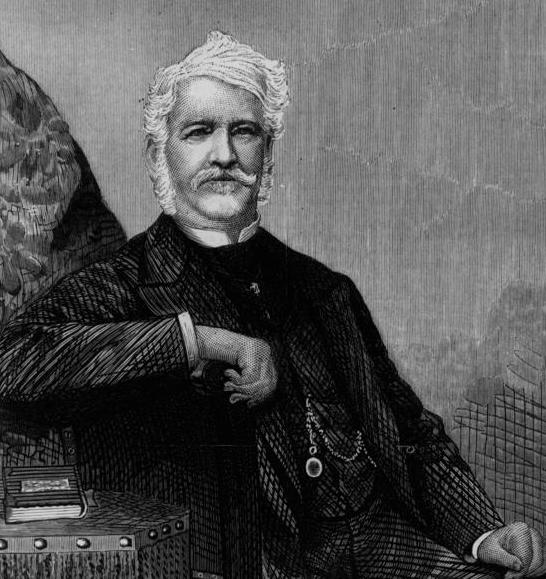
Губернатор Артур Кеннеди

- В его честь названы Кеннеди-Таун в гонконгском районе Сайвань и Кеннеди-роуд в районе Мид-левелс в Гонконге.
- Его именем было названо озеро Kennedy Lake на острове Ванкувер в Британской Колумбии.
- В округе Гаскойн в Западной Австралии существует Национальный парк Кеннеди-Рендж.
- Пролив Кеннеди с видом на гору Артур в регионе Маккей, Квинсленд, Артур-Террас и Кеннеди-Террас в пригородах Итаки и Ред-Хилл в Брисбене, Квинсленд.